# Calathea soconuscum
Calathea soconuscum là một loài thực vật có hoa trong họ Marantaceae. Loài này được Matuda mô tả khoa học đầu tiên năm 1951.